# Megan Barker
Pour les articles homonymes, voir Barker.
Megan Barker, née le 15 août 1997, est une coureuse cycliste britannique, originaire du Pays de Galles. Elle pratique le cyclisme sur route et sur piste. Elle a notamment remporté la médaille d'or de la course à l'américaine aux Jeux européens de 2019.

## Biographie
Issue d'une famille de cycliste, sa sœur aînée Elinor Barker est notamment championne olympique de poursuite par équipes en 2016 et multiple championne du monde sur piste.

## Palmarès sur piste

### Championnats du monde
| Édition / Épreuve              | Poursuite par équipes                         |
| Roubaix 2021                   | Bronze                                        |
| Saint-Quentin-en-Yvelines 2022 | Argent                                        |
| Glasgow 2023                   | Or (avec Archibald, Barker, Morris et Knight  |
| Ballerup 2024                  | Or (avec Archibald, Roberts, Morris et Knight |

### Coupe du monde
- 2018-2019
  - 2e du scratch à Saint-Quentin-en-Yvelines

### Coupe des nations
- 2022
  - 2e de la poursuite par équipes à Glasgow
- 2023
  - 1re de la poursuite par équipes à Milton (avec Katie Archibald, Josie Knight, Neah Evans et Jessica Roberts)
- 2024
  - 1re de la poursuite par équipes à Milton
  - 2e de la poursuite par équipes à Adélaïde

### Championnats d'Europe
| Édition / Épreuve     | Poursuite par équipes                   | Américaine | Omnium |
| Anadia 2014 (juniors) | Or (avec Lloyd, Nelson et Grace Garner) |            |        |
| Aigle 2018 (espoirs)  | Argent                                  | Argent     | Bronze |
| Apeldoorn 2024        | Argent                                  |            |        |

### Jeux européens
| Édition / Épreuve | Américaine                | Poursuite par équipes |
| Minsk 2019        | Or (avec Jessica Roberts) | Argent                |

### Championnats de Grande-Bretagne
- 2016
  - 3e de l'américaine
- 2019
  - 3e de la course aux points

## Palmarès sur route

### Par années
- 2023
  -  Championne de Grande-Bretagne du critérium
- 2024
  - 3e du Sheffield Grand Prix
- 2025
  - 3e du Colne Grand Prix

### Classements mondiaux
| Année                                 | 2018 |
| ------------------------------------- | ---- |
| Classement UCI                        | 501e |
|                                       |      |
| Légende : nc = non classéSource : UCI |      |